# أنتوني غريفيثز
أنتوني غريفيثز (بالإنجليزية: Antony Griffiths)‏ هو أمين متحف بريطاني، ولد في 28 يوليو 1951.